# Orlando Predators
Gli Orlando Predators sono una squadra della Arena Football League con sede a Orlando, Florida. La squadra è stata fondata nel 1991. La squadra ha raggiunto i playoff per 19 stagioni consecutive tra il 1992 e il 2011, vincendo l'ArenaBowl nel 1998 e nel 2000. Per molti anni i Predators sono stati allenati da Jay Gruden, fratello minore di Jon Gruden, divenuto in seguito coordinatore offensivo dei Florida Tuskers  della UFL (ora Virginia Destroyers) dopo la cancellazione della stagione AFL 2009.